# Guilt Machine
Guilt Machine es un proyecto musical de rock progresivo creado en 2009 por el músico holandés Arjen Lucassen, mentor de otros proyectos como Ayreon, Star One o Ambeon. El álbum debut del proyecto, On This Perfect Day, fue publicado en agosto de 2009.

## Discografía
- On This Perfect Day (Mascot Records)

## Músicos
- Arjen Anthony Lucassen (Ayreon/Ambeon/Star One/ex-Stream of Passion) - instrumentos, coros
- Jasper Steverlinck (Arid) - voz principal
- Chris Maitland (ex-Porcupine Tree) - batería
- Lori Linstruth (ex-Stream of Passion) - guitarra principal